# G・E・L・オーエン
グウィリム・エリス・レーン・オーエン FBA (Gwilym Ellis Lane Owen, G. E. L. Owen, G.E.L.オーエン, 1922年5月18日 – 1982年7月10日) は、イギリス出身の西洋古典学者、古代ギリシア哲学研究者。G・ヴラストス、J・L・アクリルと並ぶ、分析哲学的手法で古代哲学を研究した初期の人物の一人。

## 生涯
1922年、ウェールズ人の父とイングランド人の母のもと、イングランドのポーツマスに生まれる。同地のグラマースクールを卒業後、1940年、オックスフォード大学コーパス・クリスティ・カレッジに入学し古典学を学ぶ。在学中に第二次大戦のため兵役に就き、タイ王国・英領ビルマ・英領インドに情報部員として派兵される。1946年に復学し、1948年にB.A.を得ると、ギルバート・ライルの招きでオックスフォードのBPhilに進学し、1950年に修了する。同年から1953年まで、ダラム大学のリサーチフェローとなる。
1953年、出世作となる論文「プラトン対話篇における『ティマイオス』の位置」を発表する。その内容は、文献学的な裏付けを交えつつ、『ティマイオス』を後期ではなく中期対話篇とみなすと同時に、後期対話篇ではイデア論を採っていないと主張するものであり、学界にインパクトを与えた。
同年、オックスフォードの古代哲学講師となり、1957年に上級講師、1963年に哲学史教授となる。その間、アリストテレス哲学のリバイバルを掲げてW・D・ロスらと読書会を開くなどする。
1966年、ハーバード大学教授となり渡米する。1973年、帰英しW・K・C・ガスリーの後任としてケンブリッジ大学古典学部のローレンス記念古代哲学教授となる。ケンブリッジではキングス・カレッジのフェローを兼任した。
1982年、心筋梗塞により逝去、享年60。晩年は燃え尽き症候群的なうつ病・アルコール依存症の兆候があったという。
ローレンス記念古代哲学教授はマイルズ・バーニェトに引き継がれた。

## 関係
ハーバードに客員研究員として訪れた井上忠は、オーエンの分析哲学的な手法に衝撃を受け、日本の学界に積極的に紹介した。
ハーバードでの指導学生にマーサ・ヌスバウムがいる。2003年、ヌスバウムは生前のオーエンからセクハラ・アカハラ・性暴力の被害を受けていたことを明かした。このことは2016年の『ザ・ニューヨーカー』の記事でも言及されている。

## 著作

### 日本語訳
- 井上忠；山本巍 編訳『ギリシア哲学の最前線』全2冊、東京大学出版会、1986年、国立国会図書館書誌ID:000001792947、第1冊 ISBN 9784130100199、第2冊 ISBN 9784130100205（オーエン、ヴラストス、バーニェト、バーンズの諸論文の訳）
  - 山本巍 訳「エレア派の問い」
  - 篠崎栄 訳「プラトン対話篇における『ティマイオス』の位置」
  - 大島保彦 訳「内属性」
  - 上林昌太郎 訳「アリストテレスと存在論の罠」
  - 荻野弘之 訳「アリストテレスの快楽論」
- 井上忠「G・E・L・オーエン『個と一般』」『理想』1979年9月556号、理想社（抄訳と紹介[10]）
- 井上忠「G・E・L・オーエン『個と一般』（二）」『理想』1980年4月563号、理想社（同上）
- 井上忠「G・E・L・オーエン『個と一般』（三）」『理想』1980年5月564号、理想社（同上）
- 浅野幸治；茶谷直人 共訳「個と一般」『愛知 : φιλοσοφια』15号、神戸大学、82-106頁、1999年、NAID 110007376832
- 桑原司 訳「アリストテレスのプラトニズム」『上智哲学誌 = Sophia philosophica』第29号、上智哲学誌編集委員会、27-53頁、2017年、NAID 120006328003
- 桑原司 訳「アリストテレスの初期著作における論理学と形而上学」『上智哲学誌 = Sophia philosophica』第30号、上智哲学誌編集委員会、27-54頁、2018年、NAID 120006634273

### 日本語
- 伊佐敷隆弘「哲学者井上忠の生涯 : アメリカ留学から『哲学の現場』まで」『研究紀要. 一般教育・外国語・保健体育 = Research bulletin. Liberal arts』第88巻、日本大学経済学部、39-73頁、2020年。 NAID 40022513063。
- 井上忠 「ギリシア哲学の最前線──G・E・L・オーエンのこと」『現代思想』1973年8月号、青土社
- 大草輝政 著「プラトンと分析哲学」、内山勝利 編『プラトンを学ぶ人のために』世界思想社、2014年。ISBN 9784790716358。

### 日本語以外
- Ackrill, John Lloyd (1985). “Gwilym Ellis Lane Owen”. Proceedings of the British Academy 70:  481–99.
- Cooper, John M. [in 英語] (2002). "Owen, Gwilym Ellis Lane (1922–82)". Routledge Encyclopedia of Philosophy. ISBN 978-0415223645。 (要購読契約)
- Evans, J. D. G. (2005). "Owen, G. E. L.". In Honderich, Ted [in 英語] (ed.). The Oxford Companion to Philosophy (2 ed.). ISBN 978-0191727474。 (要購読契約)
- Montanari, Franco, ed. (2003). "G. E. L. Owen". Catalogus Philologorum Classicorum. Genoa.
- Nussbaum, Martha C. (2003). “"Don't Smile so Much": Philosophy and Women in the 1970s”. In Alcoff, Linda Martín. Singing in the Fire: Stories of Women in Philosophy. Oxford. pp. 92-204. ISBN 978-0742513822
- Schofield, Malcolm [in 英語] (2004). "Owen, Gwilym Ellis Lane". In Cannadine, David [in 英語] (ed.). Oxford Dictionary of National Biography (英語) (online ed.). Oxford University Press. ISBN 978-0198614135。 (要購読、またはイギリス公立図書館への会員加入。)
- Schofield, Malcolm; Nussbaum, Martha C (1982). “Introduction”. In Schofield, Malcolm. Language and Logos. Cambridge. pp. ix-xiv. ISBN 978-0511550874